# Antonín Frel
Antonín Fröhlich-Frel (11. června 1894, Dolní Újezd – 3. ledna 1970, Hranice) byl moravský učitel, historik a spisovatel.

## Mládí a studia
Antonín Fröhlich-Frel bývá považován za nejvýznamnější osobnost Dolního Újezda v okrese Přerov. Narodil se tam roku 1894 v domě č. 20 jako syn Františka Fröhlicha a Cecilie roz. Libigrové. Ve svém rodišti je i pohřben, ačkoliv zemřel v nemocnici v Hranicích. Studoval na střední škole v Lipníku nad Bečvou a dále na Veřejné chlapecké škole, posléze na c. k. Ústavu ku vzdělávání učitelů v Příboře, kde absolvoval v roce 1914.

## Působení
Jeho prvním místem působení bylo Veselíčko, kde v roce 1914 nastoupil jako učitelský praktikant, ale brzy musel na frontu první světové války, takže se do školy vrátil až v roce 1918. Kromě Veselíčka působil po válce ještě krátce v Radvanicích. Na Veselíčku se také oženil 30. května 1922 s Marií Tomanovou, dcerou kastelána veselíčského zámku. Měli spolu dvě děti – Jiřího a Alenu. Jeho žena Marie Tomanová byla učitelkou v Dolním Újezdě, kde po ní Frel v roce 1925 nastoupil a vrátil se tak do svého rodiště. Ve škole postupně povyšoval, až se stal v roce 1931 řídícím učitelem. V roce 1946 si Antonín Fröhlich nechal změnit jméno na Frel.

Pamětní deska na škole v Dolním Újezdě

Kromě učení a vydávání vlastivědného sborníku Záhorské kroniky se angažoval v mnoha dalších oborech. Snad nejlépe to vystihuje zápis, který o sobě napsal do výkazu činnosti v roce 1966. Uvádí zde, že je mimo jiné okresním konzervátorem, předsedou sekce ochrany přírody, členem sekce památkové péče, předsedou místní komise památkové péče v Lipníku, předsedou socialistické akademie Lipník nad Bečvou. Dále knihovník lidové knihovny, kronikář, člen školské a kulturní komise a předseda Československého ovocnářského a zahrádkářského svazu, to vše již v Dolním Újezdě.

## Záhorská kronika
Jeho dodnes nejčastěji uváděným počinem bylo redigování Záhorské kroniky, „vlastivědného sborníku Záhoří a Pobečví“, založené roku 1891 knězem Františkem Přikrylem. Antonín Fröhlich se vydávání ujal takřka po patnáctileté přestávce, když v roce 1925 začal 8. ročníkem. V první fázi dospěl až k 21. květnu 1941 a ročníku 23., kdy došlo k úřednímu zastavení Záhorské kroniky a její samostatné části Pověsti našeho kraje jako nežádoucích sborníků. Po válce se Záhorskou kroniku povedlo ještě na léta 1946–1950 (ročníky 24–27) obnovit. V letech 1947–1950 vycházela ještě příloha nazvaná Vlastivědná besídka mládeže, která obsahovala jednak přetisky některých starších článků a jednak hádanky, křížovky, aktuality a agitace. Právě články s tematikou posledních dvou uvedených byly z úředních míst stále více požadovány proto, aby mohla Záhorská kronika vůbec vycházet. Přestože byla 17. května 1950 v národní škole uspořádána kladně hodnocená výstavka časopisu, které se zúčastnili i zástupci ONV Hranice a KNV Olomouc, časopis spěl ke svému konci. Protože nebylo znovu zažádáno o vydavatelské oprávnění, byla Záhorská kronika 28. března 1951 úředně zrušena, ovšem roku 2019 byla obnovena a zase se pravidelně vydává.
V samotné Záhorské kronice za Frelovy redakce najdeme vedle pověstí a pohádek různé články historické, vlastivědné, národopisné, přírodopisné, genealogické, meteorologické a spoustu dalších, včetně prezentace literatury zaslané různými autory. V této době se dá napočítat více než dvě stě přispívajících autorů. Ty také Frel občas sezval na schůzky pracovníků a přátel Záhorské kroniky a šlo celkem o pět schůzek. Antonín Frel za svého života udělal obrovský kus práce jak pro celý kraj, tak přímo pro Dolní Újezd. Sepisoval vše, co se týkalo historie Dolního Újezda, a podařilo se mu nashromáždit vskutku úctyhodné množství materiálu. V Záhorské kronice také uveřejnil krátké dějiny Dolního Újezda.

## Rodina
- Jeho syn prof. Jiří Frel (1923–2006) byl klasický archeolog a historik antického umění.